# Episodi di The Good Doctor (sesta stagione)
La sesta stagione della serie televisiva The Good Doctor è stata trasmessa in prima visione assoluta negli Stati Uniti d'America da ABC dal 3 ottobre 2022 al 1º maggio 2023.
In Italia la stagione è stata trasmessa in prima visione assoluta su Rai 2 dal 21 aprile al 14 giugno 2023.
| n° | Titolo originale                | Titolo italiano                         | Prima TV USA     | Prima TV Italia |
| -- | ------------------------------- | --------------------------------------- | ---------------- | --------------- |
| 1  | Afterparty                      | Dopo la festa                           | 3 ottobre 2022   | 21 aprile 2023  |
| 2  | Change of Perspective           | Cambio di prospettiva                   | 10 ottobre 2022  | 21 aprile 2023  |
| 3  | A Big Sign                      | Cemento fresco                          | 17 ottobre 2022  | 28 aprile 2023  |
| 4  | Shrapnel                        | Scheggia impazzita                      | 24 ottobre 2022  | 28 aprile 2023  |
| 5  | Growth Opportunities            | Opportunità di crescita                 | 31 ottobre 2022  | 5 maggio 2023   |
| 6  | Hot and Bothered                | Caldo anomalo                           | 21 novembre 2022 | 5 maggio 2023   |
| 7  | Boys Don't Cry                  | Dalla A alla F                          | 28 novembre 2022 | 12 maggio 2023  |
| 8  | Sorry, Not Sorry                | Non mi scuso, ma mi dispiace            | 5 dicembre 2022  | 12 maggio 2023  |
| 9  | Broken or Not                   | A pezzi                                 | 12 dicembre 2022 | 17 maggio 2023  |
| 10 | Quiet and Loud                  | Silenzioso e rumoroso                   | 23 gennaio 2023  | 17 maggio 2023  |
| 11 | The Good Boy                    | Buddy                                   | 30 gennaio 2023  | 24 maggio 2023  |
| 12 | 365 Degrees                     | Un ospite inatteso                      | 6 febbraio 2023  | 24 maggio 2023  |
| 13 | 39 Differences                  | 39 differenze                           | 13 febbraio 2023 | 26 maggio 2023  |
| 14 | Hard Heart                      | Un cuore di pietra                      | 27 febbraio 2023 | 26 maggio 2023  |
| 15 | Old Friends                     | Vecchi amici                            | 6 marzo 2023     | 31 maggio 2023  |
| 16 | The Good Lawyer                 | The Good Lawyer                         | 13 marzo 2023    | 31 maggio 2023  |
| 17 | Second Chances and Past Regrets | Seconde opportunità e rimpianti passati | 20 marzo 2023    | 2 giugno 2023   |
| 18 | A Blip                          | Fino in fondo                           | 3 aprile 2023    | 2 giugno 2023   |
| 19 | Half Measures                   | Mezze misure                            | 10 aprile 2023   | 7 giugno 2023   |
| 20 | Blessed                         | Fortunato                               | 17 aprile 2023   | 7 giugno 2023   |
| 21 | A Beautiful Day                 | Una bella giornata                      | 24 aprile 2023   | 14 giugno 2023  |
| 22 | Love's Labor                    | Travaglio d'amore                       | 1º maggio 2023   | 14 giugno 2023  |

## Dopo la festa
- Titolo originale: Afterparty
- Diretto da: Mike Listo
- Scritto da: Peter Blake

### Trama
La sesta stagione riparte da dove si era conclusa la precedente, con i novelli sposi Shaun e Lea che ballano felici sul terrazzo sul tetto dell'ospedale dopo il loro matrimonio, circondati dagli amici più cari. Qualche piano più sotto, la dottoressa Lim e l'infermiera Villanueva sono state aggredite da Owen, ex fidanzato violento di quest'ultima che ha fatto irruzione in ospedale fingendosi un fattorino per poi accoltellarle. Malgrado sanguinante e in fin di vita, la Lim riesce a contattare Andrews e a mettere in stato d'allerta l'ospedale: Shaun, Andrews, Glassman e Jordan operano le due vittime con l'aiuto di Jerome e Lea, ma Shaun e Glassman discutono sul modo migliore di trattare la dottoressa, al punto che il primo disobbedisce al secondo. Nel frattempo, l'aggressore è in fuga e prende in ostaggio Asher, Morgan e un paziente, Ezra, che necessita di un intervento d'emergenza all'intestino; Morgan riesce a convincere Owen a liberare Ezra e Asher. La situazione precipita quando egli viene ferito dai poliziotti rendendo necessaria l'installazione di un bypass cardiaco sia per lui che per la Lim ma essendocene solo uno disponibile Shaun decide di tentare una diversa tecnica per la Lim. Shaun manifesta disagio emotivo poiché la condizione di Audrey gli ricorda la perdita di Steve: ha un'allucinazione del fratello che lo incoraggia a liberarsi del proprio senso di colpa, consentendogli di concentrarsi e salvarla. Ogni persona coinvolta nell'attacco sopravvive, e Owen viene arrestato. Il supporto di Lea durante la crisi rafforza il rapporto tra lei e Shaun, mentre Asher e l'infermiere Jerome si confessano i propri sentimenti a vicenda per la prima volta. Morgan rifiuta il lavoro a New York, ma Park continua a sostenere che lei mette la propria carriera davanti alla loro relazione e si lasciano. Dopo che la Lim riprende conoscenza, tutti sono sconvolti nello scoprire che è paralizzata dal bacino in giù.
- Guest star: Terry Chen (Owen), Elfina Luk (infermiera Villanueva), Conor Stinson O' Gorman (Ezra), Bethany Brown (Rochelle), Dylan Kingwell (Steve Murphy), Garvin Cross (Furst), Kat Ruston (Sekulow), Susie Lee (capitano Holland), Isabelle Bertrand (anestesista Gilman), Hugo Steele (agente SWAT).
- Ascolti Italia: telespettatori 918.000 – share 4,70%[2]

## Cambio di prospettiva
- Titolo originale: Change of Perspective
- Diretto da: Anne Renton
- Scritto da: April Fitzsimmons e Thomas L. Moran

### Trama
Nel loro primo giorno da strutturati di chirurgia (infatti non sono più specializzandi, bensì chirurghi a tutti gli effetti), Shaun e Park devono affrontare rispettivamente un trapianto cardiaco e un tumore al collo. La decisione di Shaun di eseguire uno xenotrapianto lo mette in contrasto con la nuova specializzanda Danica "Danni" Powell, molto competitiva e dal carattere forte, che ha completato la scuola di Medicina in Marina; ciò lo porta quasi a licenziarla prima di cambiare idea. Il paziente di Park, Jeremiah, vive come un recluso e Jordan e l'altro nuovo specializzando Daniel "Danny" Perez, affascinante e interessato alla medicina alternativa, tentano di aiutarlo a socializzare di più. Quando un maialino, Wilbur, viene ricoverato per il trapianto (dato che il cuore dei maiali è molto simile a quello degli umani), lo staff cerca di accettarlo finendo per affezionarvisi, ma fortunatamente esso viene risparmiato dall'arrivo di un donatore umano compatibile; Jordan e Danny alla fine convincono Jeremiah ad adottare l'animale per restituirgli uno scopo. I due mostrano attrazione l'uno verso l'altra, mentre Morgan e Park hanno difficoltà sulla scia della loro rottura. Lim prova ad adattarsi alla propria paralisi e a proseguire il ruolo di chirurgo, aiutata da Glassman, che ha sviluppato problemi alla schiena. Più tardi, la Lim ha un crollo emotivo riguardo la propria condizione, incolpando Shaun il cui intervento rischioso per salvarle il fegato potrebbe aver causato la paralisi.
- Note: l'interprete di Daniel Perez, una delle new entry della stagione 6, è promosso a "series regular" a partire dal dodicesimo episodio; mentre Danica Powell e l'infermiere Jerome, quest'ultimo presente dalla quinta stagione, restano ricorrenti (la prima fino all'episodio 11, quando il personaggio verrà licenziato).

- Guest star: Savannah Welch (specializzanda Danica "Danni" Powell), Brandon Larracuente (specializzando Daniel "Danny" Perez), John Bishop (Jeremiah), Elfina Luk (infermiera Villanueva), April Cameron (infermiera Hawks), Giacomo Baessato (Jerome Martel), Mapuana Makia (dottoressa Hall), Phil Burke (Brett), Ryan Mah (Curtis), Michelle Choi - Lee (Nicole), Leah Beaudry (Cindy), Alison Wandzura (infermiera Ella Davis), Robert Zere (Chris Osgood), Riley Calderwood (bambino #1), Mikayla Lagman (bambino #2).

- Ascolti Italia: telespettatori 974.000 – share 5,40%[2]

## Cemento fresco
- Titolo originale: A Big Sign
- Diretto da: Rebecca Moline
- Scritto da: Liz Friedman e Jessica Grasl

### Trama
A casa dei novelli sposi sembra andare tutto per il meglio, anche se le "manie" di Shaun creano qualche tensione con Lea. Il brillante chirurgo insieme ad Asher e Danny (il nuovo specializzando) trattano Julianne, una terapista di coppia con un tumore al cervello (la quale offre a Shaun consigli utili per la tenuta e la buona riuscita del suo matrimonio, e anche ad Asher e Jerome sulla loro relazione); durante l'operazione per rimuoverlo, ella sperimenta ciò che descrive come un'esperienza di pre - morte, che Shaun crede invece sia sintomo di un altro tumore nascosto. Sebbene Julianne prenda in considerazione l'idea di morire per "ricongiungersi" al marito mancato da circa cinque mesi, Danny la convince a sottoporsi ad un altro intervento. Purtroppo, la donna muore sul tavolo operatorio e la successiva autopsia rileva effettivamente il secondo tumore. Park, Jordan e la nuova specializzanda Danni curano Katie, una ragazza affetta da disturbo bipolare i cui genitori sono in disaccordo sul migliore trattamento da eseguire; dopo che Katie scappa dalla propria stanza a causa delle cinghie di sicurezza tolte dalla dottoressa Powell su richiesta della madre, Park si accorge che in realtà ha l'idrocefalia, e non quindi il bipolarismo (nessuno dei precedenti dottori l'aveva diagnosticata). Katie viene curata con successo, mentre Danni favorisce la riconciliazione tra i suoi genitori raccontando come ha perso la gamba (un cavo d'acciaio della portaerei su cui era Tenente si è staccato all'improvviso cadendole sull'arto) e come tale "trauma" abbia quasi "diviso" la propria stessa famiglia (dato che anche nel suo caso la madre e il padre erano discordi, hanno dovuto decidere se farle amputare o meno la gamba). Asher ha notato la "cotta" di Jordan per il dottor Perez e tenta di fargliela ammettere, poi riuscendoci. La dottoressa Lim chiede ad Andrews il rapporto sull'intervento chirurgico, eseguito da Murphy, che l'ha costretta sulla sedia a rotelle, e il collega si domanda se non sia un modo per "punire" Shaun. Revisionandolo, la Lim capisce che quest'ultimo ha modificato il piano chirurgico all'ultimo momento senza consultarsi con Glassman, suo superiore: si reca da lui cercando un alleato e, malgrado inizialmente Glassman riconosca che Shaun le ha comunque salvato la vita facendo ciò che ha ritenuto più giusto con dati limitati, successivamente ammette di essere arrabbiato con lui per avergli disubbidito e che al suo posto lui avrebbe proceduto con il piano originale; aggiunge che Murphy in quanto strutturato dovrebbe assumersi la propria parte di responsabilità riguardo all'intervento e alle sue conseguenze (ovvero la paralisi). La Lim parla con Shaun dicendogli che d'ora in avanti il loro rapporto dovrà essere esclusivamente "professionale", lei non si comporterà più da "amica" verso di lui.
- Guest star: Savannah Welch (specializzanda Danica "Danni" Powell), Brandon Larracuente (specializzando Daniel "Danny" Perez), April Grace (Julianne), Ally Ioannides (Cady Stinson), Michael Shanks (Paul), Krista Bridges (Moira Stinson), Giacomo Baessato (Jerome Martel), Elfina Luk (infermiera Villanueva), Michel Choi - Lee (Nicole Hensley), Irene Reynolds (signora anziana), Bradley Edward Uunila (bambino malato), Joanne Wilkinson (anestesista).

- Ascolti Italia: telespettatori 833.000 – share 4,20%[3]

## Scheggia impazzita
- Titolo originale: Shrapnel
- Diretto da: Allison Liddi - Brown
- Scritto da: Thomas L. Moran e Tristan Thai

### Trama
Shaun, Asher e Danni trattano Charlie, a cui sono finite schegge nel braccio nel corso della messa in scena della rievocazione di una battaglia; una lesione in sala operatoria fa pensare che il braccio debba essere amputato, ma fortunatamente Shaun trova una soluzione. Asher "incalza" Danni con domande sulla sua carriera militare, e involontariamente la offende; dopo che si chiariscono, lei si apre con lui. Park, Jordan e Perez trattano Andy, un ragazzo il cui piede è stato reciso mentre faceva il bagno nudo. Park si impegna per mantenere la gamba "in vita" e manda i due a supervisionare le ricerche della Polizia del piede scomparso nel lago; questo viene poi recuperato e riattaccato con successo. Le "sventure sentimentali" di Andy ricordano a Park le proprie (compresa la relazione naufragata con Morgan). Al lago, Jordan e Danny hanno l'opportunità di conoscersi meglio e si avvicinano, tanto da scambiarsi un bacio, da cui però lui si tira indietro improvvisamente e se ne va. La Lim si gode un giorno libero, trascorrendolo con il vicino di casa col quale si era sfogata riguardo a Shaun. Quest'ultimo manifesta un comportamento strano poiché è rimasto turbato dal fatto che la Lim abbia interrotto la loro amicizia, anche se non riesce ad ammetterlo: prende persino l'iniziativa (senza chiedere l'autorizzazione ad Andrews) di cambiare ufficio adducendo la scusa che essere seduto frontalmente a Park lo distrae, spostandosi in una stanza utilizzata come ripostiglio, nella quale porta la propria scrivania, e si scontra con Glassman che lo accusa di stare isolandosi a causa della situazione creatasi con la Lim, sebbene sia proprio Glassman stesso ad "evitarlo" intenzionalmente perché arrabbiato con lui per avergli disobbedito durante l'intervento della Lim. Alla sera, mentre riflette ad alta voce sull'operazione del suo paziente Charlie, Shaun ha un' "illuminazione" e si presenta a casa di Glassman annunciando che esiste una possibile soluzione alla paralisi di Audrey.
- Guest star: Savannah Welch (specializzanda Danica "Danni" Powell), Brandon Larracuente (specializzando Daniel "Danny" Perez), Chris Aquilino (Andy), Elfina Luk (infermiera Villanueva), April Cameron (infermiera Hawks), Toby Hargrave (Charlie Lindgren), Jackson Berlin (agente Baxter), Ryan Mah (Curtis), Natalie Skye (Elena), Kayla Deorksen (paramedico #1).

- Ascolti Italia: telespettatori 900.000 – share 5,00%[3]

## Opportunità di crescita
- Titolo originale: Growth Opportunities
- Diretto da: Daniel Dae Kim
- Scritto da: Peter Blake

### Trama
Nella sera di Halloween, la piccola Skyler viene ricoverata per una insufficienza cardiaca che rende necessario l'impianto di un Pacemaker ed insufficienza epatica dovuta a un disturbo genetico. Dagli esami risulta che la madre è portatrice del gene della patologia, il padre invece no, facendo dedurre che non è sua figlia; Shaun incarica Asher e la dottoressa Powell di rintracciare il padre biologico (dicendo loro che potrebbe essere un' "opportunità di crescita" come dottori) perché potrebbe essere l'unico donatore di fegato compatibile con lei. Quest'ultimo, Mick, è l'ex compagno di stanza del marito della madre di Skyler all'università, e inizialmente rifiuta di sottoporsi al trapianto, cambiando idea una volta che Lea gli mostra un video della bambina che si esibisce cantando. Park, Jordan e Perez si occupano di Chris, un uomo malato di cancro al pancreas al quarto stadio che fa da "tutore" al fratello Ollie, che ha una lesione cerebrale a seguito di un trauma. Dopo che viene informato dai medici che morirà in pochi mesi, Chris lotta per riuscire a comunicare la notizia al fratello (non vorrebbe che finisse in casa famiglia), finché Danny non condivide con lui la storia riguardo a quanto l'amore della propria famiglia abbia aiutato il fratello tossicodipendente a diventare sobrio. Jordan intuisce che in realtà il racconto riguarda lo stesso Danny, è lui ad essere "pulito" da cinque anni, e quest'ultimo le spiega che, malgrado l'attrazione tra loro, non può frequentarla sentimentalmente poiché le sue priorità sono restare sobrio e diventare un chirurgo (sei mesi prima ha rischiato di "ricaderci" comprando dell'eroina, senza però usarla). La dottoressa Lim deve uscire con il vicino di casa, e Morgan si offre di assisterla nella scelta dell'outfit: giunti al ristorante, si accorgono che ha le scale e per evitarle l'imbarazzo e l'umiliazione di essere sollevata di peso da due camerieri per essere portata all'interno, il vicino chiede di poter sedere ad un tavolo sulla terrazza esterna, al piano terra; successivamente, la Lim capisce che lui non considerava la loro uscita un "appuntamento romantico" non avendo mai pensato a lei "in quel modo". Ad una riunione con Glassman, Andrews e la stessa Lim, Shaun riferisce che la sua paralisi deriva da una deformità della colonna vertebrale e Andrews assegna a lui e Glassman il compito di individuare insieme una soluzione. Glassman "boccia" continuamente ogni idea di Murphy (è ancora arrabbiato per avergli disobbedito e vorrebbe che si assumesse le proprie responsabilità), e Lea lo rimprovera ricordandogli che Shaun, oltre ad avere l'autismo, è come un figlio per lui, e gli fa tornare in mente Maddie. Allora Glassman si scusa con Shaun dicendo che anche se disapprova le sue proposte, non significa che non gli voglia bene, e Shaun osserva che anche lui gliene vuole, e poi sono in grado di trovare una soluzione. Tuttavia, la Powell "spinge" la Lim a rifiutare l'intervento proposto da Shaun, che resta devastato, confuso e contrariato dalla notizia avendoci messo tanto impegno. Più tardi, egli racconta a Chris e Ollie il rapporto con il proprio fratello Steve (Park glielo aveva chiesto ma lui inizialmente non era convinto che potesse servire) nella speranza di aiutarli.
- Guest star: Savannah Welch (specializzanda Danica "Danni" Powell), Brandon Larracuente (specializzando Daniel "Danny" Perez), Joel de la Fuente (Jacob), Dennis Oh (Mick Kang), Jonathan Sadowski (Chris McGowan), Julienne Hanzelka Kim (Daisy), Elfina Luk (infermiera Villanueva), Diana Tsoy (Skyler), April Cameron (infermiera Hawks), Reggie Herold (Ollie McGowan), Ryan Mah (Curtis), Audrey Wise Alvarez (Maddie), Akeem Hoyte - Charles (Trevor), Jessie Fraser (hostess), Amanda Vredegor (moglie di Mick), Andrew Murrin (chitarrista), Charlotte Anne Marcynuk (figlia), Scott McQuarrie (padre).

- Ascolti Italia: telespettatori 827.000 – share 4,20%[4]

## Caldo anomalo
- Titolo originale: Hot and Bothered
- Diretto da: David Shore
- Scritto da: David Hoselton e David Renaud

### Trama
Durante un'ondata di caldo, Shaun e la Powell lavorano insieme su un paziente, ma l'antipatia di Murphy, unita alla scoperta che è stata Danni a consigliare alla Lim di non sottoporsi all'intervento da lui proposto, rendono il clima teso. Lei continua a contraddirlo mettendo alla prova la sua pazienza e lui rifiuta tutte le sue idee e quindi di scendere a compromessi; dopo l'ennesimo litigio, la estromette dal caso. Glassman lo invita a farla rientrare e a cercare di trovare un terreno comune; alla fine salvano il paziente (che aveva espressamente richiesto la presenza di Danni). Il resto dello staff si occupa degli anziani ospiti di una casa di riposo, che a causa di un blackout sono stati trasferiti al Saint Bonaventure: Edna ha un tumore ai polmoni, e Park le sconsiglia di farsi operare poiché data l'età sarebbe rischioso, lei desidera una seconda opinione e Glassman le dice lo stesso, ma lei insiste nel volere l'intervento. Esso riesce nonostante una complicanza che ha costretto Park ad asportare un rene, e ciò non darà molto tempo da vivere a Edna. Un'altra signora, May, sta morendo perché il caldo eccessivo le ha danneggiato gli organi: Perez entra in empatia con lei e spera di poterle rendere il passaggio nell'aldilà il più indolore possibile, Jordan decide di contribuire e insieme le donano un visore speciale di realtà aumentata per trasportarla virtualmente a Parigi (la città in cui avrebbe voluto andare con il marito prima che lui morisse) e farle vivere gli ultimi momenti in modo piacevole. Dopo la morte di May, Danny è commosso dalle premure riservatele da Jordan e le dice che è una persona straordinaria. Morgan e Asher si accorgono dell'assenza di un ospite, Albert, e di malavoglia sono costretti a girare in auto nei dintorni per rintracciarlo; lei è scontrosa e Asher pensa che il motivo sia che stia avendo difficoltà ad avere appuntamenti a seguito della rottura con Park, ma più tardi lei si confida affermando di sentirsi un vuoto dentro di sé perché teme di star esaurendo il tempo per realizzare almeno alcuni dei propri sogni (diventare chirurgo, sposarsi, essere una madre), aggiungendo che il vuoto che sente dentro non è dovuto alla mancanza di un uomo accanto, bensì al desiderio di avere un figlio, trovano l'anziano disorientato e lo portano in ospedale ma quando arrivano Jerome dice loro che lo ha trovato nei sotterranei, quindi la persona che Morgan e Asher hanno trovato non è quella che cercavano e grazie ad una segnalazione della polizia l'anziano si ricongiungerà ai suoi familiari. Lea e Andrews fanno del loro meglio per impedire un collasso generale delle apparecchiature a causa del caldo e dei blackout (e poi ripristinare l'energia elettrica), e alla fine lui si congratula con lei per l'ottimo lavoro. Danni porta la Lim ad una partita di basket per disabili, dove gioca anche lei, nella palestra per veterani, per consentirle di interagire con persone che condividono le sue stesse condizioni fisiche: qui la Lim conosce il pediatra Clay Porter, con il quale lega. L'episodio si conclude con la festa per il centesimo compleanno di uno degli anziani della casa di riposo, un omaggio al fatto che questo è appunto il centesimo episodio in totale della serie.
- Note: questo è il centesimo episodio della serie: infatti la torta nell'ultima inquadratura reca la scritta "Happy 100th".

- Guest star: Savannah Welch (specializzanda Danica "Danni" Powell), Brandon Larracuente (specializzando Daniel "Danny" Perez), Michael Patrick Thornton (dottor Clay Porter), Kevin Mambo (Brooks Mosey), Susan Ruttan (May), Giacomo Baessato (infermiere Jerome), Bethany Brown (Rochelle), Eve Sigall (Edna), Bernard Cuffling (Stanley), Mel Tuck (Sam), Tara Llanes (Tory), Gabriel Wihl (Kyle), Milana Wan (Emma).

- Ascolti Italia: telespettatori 878.000 – share 5,00%[4]

## Dalla A alla F
- Titolo originale: Boys Don't Cry
- Diretto da: Mike Listo
- Scritto da: Garrett Lerner e Adam Scott Weissman

### Trama
L'ex moglie di Andrews, Isabel, ricompare in città e gli si rivolge per un evento estremamente raro ed eccezionale: una donna, Gena Cooper, deve dare alla luce sei gemelli, di cui due identici tra loro. Andrews assegna una coppia di medici a ciascuno di essi: Asher e Jerome si occupano di "baby A" (il primo ad uscire dal grembo della madre), Morgan e Park si prendono cura di "baby B" e "baby C", Shaun e Danny seguono "baby D", Glassman e Jordan curano "baby E", infine Lim e Danni hanno in carico "baby F". "Baby A" è completamente sana e viene stretta tra le braccia della madre che la chiamerà Abigail. Jerome rivela di volere una famiglia numerosa avendo tre fratelli, e ciò contrasta con Asher che invece è cresciuto con sette fratelli ed è il motivo per cui non si vede padre. Tuttavia, Asher cambia idea dopo aver visto Jerome calmare il neonato in stato di tachicardia cullandolo mentre canta "Boys Don't Cry". Glassman e Jordan si impegnano nel curare "baby E" perché è nata con la spina bifida che viene prontamente operata. Le complicanze post-operatorie di "baby E" sono numerose, dal liquido nei polmoni all'insufficienza cardiaca, riducendo così notevolmente le speranze di sopravvivenza. I due si scontrano sul loro caso apparentemente senza risoluzione prima di trovare un modo per salvarle la vita grazie alla tenacia della dottoressa Allen che convince il suo superiore a riflettere durante uno stato ipnagogico: la bambina si chiamerà E.J. (Erin Jordan, in onore proprio del dottor Aaron Glassman e di Jordan). Morgan e Park si prendono cura con successo dei due gemelli facendoli dormire vicini: avranno come nome Byron e Christopher. Morgan rivela a Park di essere alla ricerca di un donatore di sperma, lui si offre per consentirle di realizzare il sogno di avere un figlio, ma entrambi successivamente ammettono che sarebbe troppo doloroso avere un bambino insieme senza avere un legame sentimentale. Morgan accetta invece l'aiuto di Park per trovare un donatore adatto. Shaun affronta il ricordo dell'aborto di Lea mentre cura con Danny "baby D": si chiamerà Derrick. Lea e Shaun sono entusiasti all'idea di poter avere un bambino insieme, ma scoprono che i danni causati dall'aborto spontaneo di Lea significano che potrebbe non essere mai in grado di avere un figlio in modo sicuro: ella infatti soffre della sindrome di Asherman. La Lim e Danni sono confuse sulla patologia della quale soffre "baby F" che non riesce a respirare autonomamente. Il dottor Clay Porter, pediatra che la Lim ha conosciuto alla partita di basket per disabili (nell'episodio precedente) e che le ha chiesto di uscire, trova la soluzione (ernia diaframmatica) nel corso della cena che lui le porta in ospedale, la quale si conclude con un bacio tra i due; mentre la bambina verrà chiamata Francesca. Dopo essersi accertati che tutti e sei i piccoli pazienti godono di buona salute, Andrews e Isabel fanno ammenda e dimostrano di provare ancora sentimenti reciproci. Alla fine, molti dei dipendenti dell'ospedale (tra cui gli stessi medici) si offrono volontari per continuare ad aiutare i genitori a casa. 
- Guest star: Savannah Welch (specializzanda Danica "Danni" Powell), Brandon Larracuente (specializzando Daniel "Danny" Perez), Michael Patrick Thornton (dottor Clay Porter), Golden Brooks (dottoressa Isabel Barnes), Brock Morgan (Jack Cooper), Giacomo Baessato (infermiere Jerome), Sharon Taylor (dottoressa Lily Winkler), Kira Guloien (Gena Cooper).
- Ascolti Italia: telespettatori 843.000 - share 4,30%[5]

## Non mi scuso, ma mi dispiace
- Titolo originale: Sorry, Not Sorry
- Diretto da: Bosede Williams
- Scritto da: Tracy Taylor e Sam Chanse

### Trama
Morgan, Park e Jordan trattano Toni, una ragazza che arriva in ospedale con forti dolori alla pancia. Mentre sono in sala operatoria, Jordan si accorge di ferite e abrasioni attorno alla zona pelvica, perciò si sospetta che sia stata stuprata. Quando lo riferiscono a Toni, questa nega ma ha dei flashback sulla propria aggressione. Malgrado le insistenze dei medici, ella continua a rifiutare di sottoporsi ad un kit stupro per confermarlo. Per provare un ultimo tentativo di convincerla, Morgan si apre con lei raccontando di aver subìto la stessa esperienza durante la Facoltà di Medicina: l'amico di un amico l'aveva seguita dal locale dove si trovava fino a casa e l'aveva aggredita in modo brutale; lei non si era sottoposta agli esami e se n'è sempre pentita, perché in questo modo il responsabile l'ha "fatta franca". La confessione convince Toni ad accettare, rendendosi conto di aver negato che lo stupro sia accaduto in quanto non voleva essere considerata una vittima. Park chiede a Morgan come mai non glielo ha mai detto, lei risponde che quello è il passato e che non vuole la compassione né sua né di nessun altro; lui replica che aver condiviso il proprio trauma con Toni è stato molto coraggioso. Shaun, Asher e Glassman si occupano di Naveen, una donna che ha sviluppato un'infezione dovuta ad una garza chirurgica rimasta nel suo intestino a seguito di un'operazione precedente. La moglie, infermiera, deve prendere la difficile decisione di acconsentire ad una isterectomia totale che priverebbe Naveen della possibilità di diventare madre (che desidera da tutta la vita), temendo che non la perdonerà mai, cosa che invece accade poiché Naveen la ama molto. Andrews e l'infermiera Villanueva curano Gwendolyn, una ragazzina a cui devono essere rimosse delle piccole escrescenze spuntatele sulla fronte, simili a corna. Villanueva rimprovera Andrews per il suo approccio "impersonale" al caso; successivamente, lui esegue di persona l'intervento e un'idea per evitare a Gwendolyn il taglio dei capelli gli permette di avere successo. Dopo, il medico e l'infermiera vanno a cena insieme. Asher tenta di far capire a Jordan che Perez non è ancora pronto per una relazione sentimentale e che lei si sta "accontentando". Riconoscendo anche lei stessa che il loro rapporto probabilmente non diventerà mai "altro", decide di cominciare ad "andare avanti", portando Danny a baciarla. Il caso di Naveen fa riflettere Shaun sul proprio, ora difficile, rapporto con la dottoressa Lim, e Glassman li esorta, separatamente, a chiarirsi per il bene di tutti e perché è evidente che stanno soffrendo per questo allontanamento (anche se loro non lo danno a vedere). Alla fine dell'episodio, Shaun si presenta nell'ufficio di Audrey e si scusa per il dolore che le ha causato disobbedendo agli ordini di Glassman durante il suo intervento e modificando il piano chirurgico all'ultimo momento; aggiunge che ha sentito la sua mancanza. La Lim gli dice che adesso è felice della propria vita, sebbene a volte ancora arrabbiata, che anche lui le è mancato e accetta di "riparare" la loro amicizia. Shaun si ritrasferisce nell'ufficio condiviso con Park, mentre Glassman nota segnali che suggeriscono che la Lim stia cominciando a guarire dalla paralisi.
- Guest star: Brandon Larracuente (specializzando Daniel "Danny" Perez), Michael Patrick Thornton (dottor Clay Porter), Sydney Ozerov - Meyer (Toni Rhodes), Aarti Mann (Naveen Mukherjee), Tracy Vilar (Luna), Elfina Luk (infermiera Villanueva), April Cameron (infermiera Hawks), Eve Edwards (Gwendolyn), Wonser De - Gbon (infermiera Belfour).
- Ascolti Italia: telespettatori 913.000 - share 5,10%[5]

## A pezzi
- Titolo originale: Broken or Not
- Diretto da: Mike Listo
- Scritto da: Jim Adler e Jeff Qiu

### Trama
Shaun adotta un nuovo sistema di valutazione degli specializzandi, che mette Perez e la Powell in competizione tra loro mentre trattano Teddy, un ragazzo che soffre di bulimia inducendosi il vomito per "compiacere" il fratello. Le difficoltà di Teddy ricordano a Danny i propri problemi di dipendenza, ed è in grado di aiutare il paziente a riconciliarsi con il fratello. Park, Morgan, Asher e Jordan si occupano di Lily, la donna che Park sta frequentando, la cui sinusite si è diffusa al cervello; la sua presenza porta nuovamente allo scontro Morgan e Park, anche se poi riescono a trovare insieme una soluzione. Morgan ammette di temere che entrambi possano "ricadere" nella loro relazione come se nulla fosse cambiato, e persino Lily si accorge degli evidenti sentimenti ancora esistenti tra i due. Nel frattempo, Shaun e Lea cercano una casa più spaziosa, e lei ne sceglie una che richiede molti lavori di ristrutturazione; Shaun si oppone all'idea di acquistarla, ma Glassman gli fa capire che forse Lea sta cercando una "distrazione" dal dolore per non poter avere figli, e lui allora acconsente all'acquisto. Alla fine lei cambia idea e insieme decidono di trovare una casa che faccia sentire entrambi felici, e lui elimina il nuovo sistema di valutazione. La dottoressa Lim accetta di sottoporsi all'intervento per "sistemare" la propria colonna vertebrale avendo constatato che il piano chirurgico questa volta è più sicuro e che ci sono alte probabilità di successo; prima di entrare in sala, Clay le fa la proposta di matrimonio, ma le dice che non deve rispondergli subito. Mentre si fa curare una lieve ferita alla mano, Lea scopre di essere incinta ed è preoccupata dei potenziali rischi dati dalla Sindrome di Asherman. Jordan chiede chiarezza a Danny riguardo al loro bacio, e lui la invita a cena a casa propria la sera seguente per parlarne: presentatasi alla porta, lei non riceve risposta e sbirciando dalle finestre lo vede a terra privo di sensi, allora entra, lo soccorre e si rende conto che si è iniettato dell'eroina.
- Guest star: Brandon Larracuente (specializzando Daniel "Danny" Perez), Savannah Welch (specializzanda Danica "Danni" Powell), Michael Patrick Thornton (dottor Clay Porter), Juani Feliz (Lily), Michael Delleva (Teddy), Kian Talan (Simon), Lauren Bradley (Tori Vargas), Teana - Marie Smith (infermiera), Emily Schoen (tecnica).

- Ascolti Italia: telespettatori 986.000 - share 5,10%[6]

## Silenzioso e rumoroso
- Titolo originale: Quiet and Loud
- Diretto da: James Genn
- Scritto da: Jessica Grasl e Nathalie Simone Touboul

### Trama
L'episodio parte con un salto temporale in avanti di tre mesi rispetto al precedente: l'intervento della Lim ha avuto successo e ora lei è in grado di camminare con l'aiuto di un bastone; la gravidanza di Lea procede; Danny torna al lavoro sotto la supervisione di Jordan, e Morgan si prepara per iniziare il processo di impianto degli embrioni tentando allo stesso tempo di mantenere un rapporto professionale con Park. Shaun si rivolge a Glassman e alla Lim per risolverebbe una complicazione della gravidanza della moglie, la quale, ritrovandosi ricoverata nella stessa stanza di quando ha avuto l'aborto, è sopraffatta dai ricordi del trauma e fatica a sottostare alle direttive di Shaun, che vorrebbe tenerla isolata per proteggerla e non provocare stress al feto; per fortuna ci sono gli amici che glielo fanno notare e provano a risollevarle il morale. Danny, Jordan, Park e Morgan trattano Drew, un giovane con la Sindrome di Gardner che necessita sia di un piccolo trapianto di intestino sia di una nuova parete addominale. Sebbene l'operazione riesca, Drew rivela di star ancora lottando solo perché non vuole lasciare da sola la madre. Park confessa a Morgan di essere combattuto sull'ipotesi di perdere la chance di stare con lei poiché sa che sarà una madre fantastica. Danny prende le distanze da Jordan temendo di mettere a rischio la propria sobrietà concedendosi di innamorarsi di lei quando non è ancora pronto per una relazione. Lea inizia a perdere sangue e viene immediatamente portata in chirurgia d'emergenza; i loro amici si riuniscono per dare supporto. Glassman e la Lim inizialmente non riescono a individuare l'origine dell'emorragia intrauterina e stanno per eseguire un'isterectomia, ma alla fine salvano sia Lea che il bambino, che sarà un maschio. La Lim decide di rifiutare la proposta di matrimonio di Clay, proponendogli invece di andare a convivere, e lui accetta. Glassmann accompagna Morgan a fare l'iniezione di sperma per dare inizio alla gravidanza. 
- Guest star: Brandon Larracuente (specializzando Daniel "Danny" Perez),Michael Patrick Thornton (dottor Clay Porter), Jackson Kelly (Drew Dewitt), Anne Dudek (Olivia), Elfina Luk (infermiera Villanueva), Giacomo Baessato (Jerome), Sharon Taylor (dottoressa Lily Winkler).

- Ascolti Italia: telespettatori 1.004.000 - share 5,80%[6]

## Buddy
- Titolo originale: The Good Boy
- Diretto da: Gary Hawes
- Scritto da: Melaina Wright e Peter Blake

### Trama
Mentre fanno una gita, Shaun e Lea si imbattono in un cane investito da un'auto; lo soccorrono portandolo da un veterinario, Lea si fa coinvolgere emotivamente affezionandovisi e desidera che Shaun trovi un intervento che lo guarisca. Shaun telefona a Glassman per un consiglio, dicendogli di non comprendere il motivo per cui lei è stressata; il suo mentore gli suggerisce di parlare direttamente con la moglie e poi, raggiungendoli alla clinica, li aiuta ad operare il cane, al quale Lea dà il nome di Buddy. Lei e Shaun decidono di adottarlo ma improvvisamente arrivano i padroni a riprenderlo (lo stavano cercando e hanno visto i volantini appesi da Lea), rivelando che in realtà si chiama Cooper. Lea confida a Glassman di essere spaventata e preoccupata dalla maternità, lui si apre con lei raccontandole di Maddie e la rassicura. Andrews, Park, Jordan e Morgan trattano Lalo, un immigrato con venti schegge in punti diversi del corpo a causa di un incidente nel proprio impiego come giardiniere, e Park e Morgan si scontrano se amputargli o meno il braccio; alla fine riescono a salvarlo senza farlo. Park ammette di temere di perdere il figlio Kellan per via del tempo che passa e del fatto che lui cresce in fretta, mentre lei rivela che il proprio impianto embrionale è fallito. Si promettono di "esserci" l'uno per l'altra (lei intende iniziare la fecondazione in vitro, essendo disposta a qualunque cosa per rimanere incinta). Danni riceve la visita di un vecchio amico della Marina, Vince (l'unico ad averla soccorsa appena dopo l'incidente in cui ha perso la gamba, le ha tenuto la mano, gli altri erano troppo sconvolti), che la implora di aiutarlo con una ferita d'arma da fuoco, ma non vuole andare in ospedale in quanto si verrebbe a sapere che ha violato la libertà vigilata e lo rispedirebbero in prigione; lei accetta di operarlo nel proprio appartamento, finendo per "trascinare" anche Asher e la dottoressa Lim nella situazione quando le condizioni di Vince peggiorano. Di conseguenza, Asher viene "retrocesso" ad un periodo di prova per aver assistito Danni, quest'ultima invece viene "esclusa" dal programma di specializzazione, quindi licenziata (per la propria tendenza all'insubordinazione e l'incapacità di scendere a compromessi). La Lim, tuttavia, fa sparire il proiettile estratto dal corpo di Vince cosicché non torni in prigione, lasciando la Powell comunque soddisfatta (afferma che non avrebbe agito diversamente).
- Note: questo episodio segna l'ultima apparizione della specializzanda Danica "Danni" Powell, che viene licenziata.

- Guest star: Savannah Welch (specializzanda Danica "Danni" Powell), Alejandro Akara (Dylan), Amani Atkinson (Vince), Kevin McNulty (dottor Sinclair), Jose Vargas (Lalo), Jazlyn Onaba (Lila), Sonia Ichemati (Viva), Toni Marie Nielsen (madre), Guy Christie (padre), David Pavlov (ragazzino), Kayla Deorksen (paramedico #1).

- Ascolti Italia: telespettatori 926.000 - share 4,30%[7]

## Un ospite inatteso
- Titolo originale: 365 Degrees
- Diretto da: Rebecca Moline
- Scritto da: Thomas L. Moran e David Renaud

### Trama
La Lim, Asher e Perez si occupano di Bob, un paziente di lunga data della prima che presenta un'insufficienza cardiaca. Asher è in disaccordo con l'intervento proposto dalla Lim, ritenendolo troppo rischioso, e Danny decide di non sostenerlo malgrado anch'egli abbia dubbi. Alla fine, Asher dimostra di avere ragione, anche se lui e la Lim sono in grado di individuare insieme una soluzione che darà a Bob molti più anni per trovare un donatore di cuore compatibile. Shaun e Jordan trattano Kelly, una tredicenne che ha sviluppato un tumore in un ovulo a seguito di rapporti sessuali. I due si scontrano se denunciare o meno la madre della ragazzina per aver consentito alla figlia di fare sesso anche se minorenne; Jordan rivela a Lea di "essere in astinenza" dal sesso da anni, per scelta personale. Nonostante alcune complicazioni, il tumore viene rimosso con successo, anche se i medici invitano Kelly a "rivalutare" le proprie scelte (dato che per via dell'operazione non potrà avere rapporti per almeno sei mesi). Morgan si trova "bloccata" tra una grande opportunità di carriera come ricercatrice interna all'ospedale per un'importante organizzazione e il desiderio di diventare madre; inizialmente rifiuta la promozione, ma poi Andrews la convince che può intraprendere entrambi i "percorsi" e lei accetta. Dopo una settimana difficile, Danny quasi ha una ricaduta, ma invece di accettare la droga dal proprio spacciatore si reca in una chiesa per cercare conforto sedendosi su una panca; vedendo la sofferenza dell'amico, Jordan (che ha le prove del coro in quella stessa chiesa tre volte alla settimana) si siede accanto a lui e ascoltano il coro. Lea e Shaun ospitano Glassman a casa propria perché la sua ha un'infestazione di termiti; malgrado Lea sia un po' riluttante, i tre trascorrono insieme dei giorni piacevoli, in cui emerge che Glassman e Shaun condividono una serie di abitudini. Nel finale dell'episodio, Glassman riceve la telefonata di un vicino, si precipitano alla sua casa e la trovano avvolta dalle fiamme.
- Guest star: Brandon Larracuente (specializzando Daniel "Danny" Perez), Cassidy Nugent (Kelly), Michelle Giroux (madre di Kelly), Kyle Rideout (Bob Wachowski), April Cameron (infermiera Hawks), Monique Phillips (Capitano dei Vigili del Fuoco), Steven Roberts (Mitch), Wonser De - Gbon (infermiera Belfour), Shawna Clarke (dottoressa Bernice Favell), Dean Petriw (Ryan), Zahf Paroo (anestesista), Tara Maria Stannard (madre), Theo Maura Kay Stannard (neonato).

- Ascolti Italia: telespettatori 984.000 - share 5,00%[7]

## 39 Differenze
- Titolo originale: 39 Differences
- Diretto da: Cayman Grant
- Scritto da: David Hoselton e Tristan Thai

### Trama
Shaun, Asher e Perez trattano Ricky, un bambino con un'infezione da "naegleria fowleri", comunemente chiamata "ameba mangia - cervello", i cui genitori discutono costantemente riguardo alla sua crescita. Nel momento in cui le condizioni di Ricky peggiorano, i medici sono costretti a rimuovere una piccola parte dell'area del cervello che controlla il linguaggio e la memoria per salvargli la vita, e fortunatamente lui non sembra soffrire effetti collaterali negativi. Shaun si rende conto che lui e Lea hanno opinioni divergenti su come crescere il loro futuro figlio e si chiede se l'amore sarà sufficiente a risanare gli eventuali litigi o se invece li farà separare (dopo aver osservato i genitori di Ricky). Park aiuta Morgan con i pazienti del suo primo trial clinico: l'ultimo di essi, il signor Riggs, mostra una condizione preesistente, portando Morgan a pensare o che abbia mentito per farsi inserire nella sperimentazione, o che i selezionatori siano stati incompetenti. Park determina che la condizione non era stata rilevata per via del fatto che Riggs è donatore di sangue da tutta la vita e ciò ha "nascosto" i sintomi, quindi Morgan riconosce di dover modificare la propria visione troppo cinica del mondo. I nuovi polmoni per Brecka, una paziente di lunga data della dottoressa Lim affetta da fibrosi cistica, arrivano avendo sviluppato una polmonite e la Lim tenta disperatamente di renderli "utilizzabili" con l'aiuto di Jordan. Il rifiuto della prima di "arrendersi" persino quando la situazione sembra senza speranza si rivela vincente e Brecka viene salvata. Glassman è abbattuto per l'incendio della propria casa e cerca di fare ordine tra le macerie e i ricordi lì custoditi; consiglia a Shaun di parlare con Lea, ma quest'ultima è molto occupata con un nuovo software da installare. Successivamente, è Lea a recarsi da Glassman per confortarlo avendo capito che è triste per la casa. Alla fine dell'episodio, i tre condividono un momento commovente quando sentono il bambino calciare nella pancia di Lea; lei e Shaun iniziano a "risolvere" le loro differenze e Lea assicura a Glassman che creeranno nuovi ricordi insieme, proprio come una famiglia.
- Guest star: Brandon Larracuente (specializzando Daniel "Danny" Perez), Jean Louisa Kelly (Jenn), Aaron Serotsky (Victor Pavlovic), Elspeth Arbow (Brecka), Azura Skye (Shelley Pavlovic), Beckham Skodje (Ricky), Trevor Carroll (Riggs).

- Ascolti Italia: telespettatori 870.000 - share 4,60%[8]

## Un cuore di pietra
- Titolo originale: Hard Heart
- Diretto da: James Genn
- Scritto da: Garrett Lerner

### Trama
Shaun, Park e Perez si occupano di Nathan, un ragazzino con la malattia di Moyamoya il cui caso Park prende a cuore come genitore, mentre Shaun ha difficoltà a "legare" con lui, finché il collega non riesce a fargli accettare l'importanza di comprendere il punto di vista altrui. Il padre di Nathan è un Vigile del Fuoco che si trova in Alabama ad aiutare dopo il passaggio di un tornado, ma Park, capendo che la madre non può stare da sola, gli chiede di tornare; il volo viene cancellato e l'uomo arriva soltanto quando il figlio è già in sala operatoria. Piuttosto che sottoporre Nathan a multipli interventi al cervello, Park e Shaun individuano un'unica soluzione e quest'ultimo mostra empatia bendando il suo cagnolino di pezza per farlo stare meglio. Jordan è sorpresa di trovare in ospedale sua nonna Evelyn, che Asher prende subito in simpatia (e viceversa), e la dottoressa Allen si scontra con la Lim sul miglior trattamento per il suo cuore completamente calcificato (il cosiddetto "cuore noce di cocco"). Jordan ammette ad Asher di avere problemi di autostima e di aver cercato per tutta la vita l'approvazione della nonna (che le ha sempre "messo pressione" affinché fosse la più brava di tutti); Evelyn le assicura di essere sempre stata fiera di lei, e Jordan suggerisce all'équipe chirurgica un nuovo approccio, guidando la Lim nell'intervento. Ispirata dalla nonna, Jordan acconsente inoltre ad aderire ad un programma online di tutoraggio per ragazze liceali (in quanto specializzanda di chirurgia, donna e di colore, Andrews ritiene sia la persona più adatta), per introdurli alla Medicina e alle "sfide" che dovranno affrontare. Dopo essere arrivato al lavoro in ritardo per due volte consecutive, Danny accoglie l'idea di Evelyn di organizzare propri incontri dei Narcotici Anonimi all'interno dell'ospedale (infatti i suoi ritardi erano dovuti al fatto che gli incontri che frequentava si tenevano dall'altra parte della città, e al traffico mattutino), venendo raggiunto dall'infermiera Hawkes. Glassman, ancora ospite a casa Murphy, esagera con i preparativi per l'arrivo del nascituro, e Lea si lamenta con Shaun perché rivuole i propri spazi; quest'ultimo dice a Glassman che dovrebbe andarsene, aggiungendo che sebbene non sia un membro effettivo della famiglia, lui lo considera il "nonno" del bambino. Glassman si commuove e lo abbraccia, assicurando che se ne andrà. Alla fine dell'episodio, Shaun informa Lea che Aaron si è trasferito in un appartamento in fondo al corridoio sul loro stesso piano, nel loro palazzo, diventando quindi loro vicino. 
- Guest star: Brandon Larracuente (specializzando Daniel "Danny" Perez), L. Scott Caldwell (Evelyn Allen), Hamish A Headley (Rick), April Cameron (infermiera Hawkes), Brittany Drisdelle (Linda), Ashton Cressman (Nathan), Irene Kim (cassiera).

- Ascolti Italia: telespettatori 840.000 - share 5,00%[8]

## Vecchi amici
- Titolo originale: Old Friends
- Diretto da: Mike Listo
- Scritto da: Adam Scott Weissman

### Trama
Morgan, Lim e Jordan si occupano di Sonja, una donna incinta la cui condizione mette a repentaglio sia la propria vita sia quella della bambina che porta in grembo (che vuole chiamare Esther). Morgan e Jordan si trovano in disaccordo sul ritenere l'interruzione della gravidanza la migliore opzione, mentre Sonja è pronta a rischiare di morire per una minima possibilità di salvare la bambina. Alla fine, Jordan riesce a convincerla ad optare per l'aborto (Esther non si è sviluppata abbastanza per sopravvivere al di fuori dell'utero) raccontandole del proprio, avvenuto quando aveva diciotto anni, ma prima provvede affinché la piccola possa essere battezzata in sala operatoria. Park, assistito da Perez, si ritrova come paziente Joe Stewart, l'uomo che ha distrutto il suo matrimonio andando a letto con la moglie, ed è titubante a curarlo. Egli è venuto a chiedere il suo perdono perché sta morendo, ma la biopsia rivela che in realtà la sua malattia è curabile. Park lo salva e lo perdona dopo che Morgan lo aiuta a rendersi conto del proprio rifiuto a "lasciar correre", cosa che li ha fatti separare. Al St. Bonaventure riappare Jared Kalu (presente nella prima stagione e fino al primo episodio della seconda), che era stato licenziato da Andrews per aver aggredito un paziente che aveva molestato Claire e si era trasferito a Denver. Ora è il medico personale di Roland Barnes, un miliardario e il quinto uomo più ricco del mondo, e l'ha portato a San Jose in quanto sa che quell'ospedale è eccellente; Shaun è entusiasta di rivedere l'ex collega. Insieme individuano una larva di "verme solitario" nel cervello di Barnes, impressionandolo così tanto che quest'ultimo offre una donazione di 100 milioni di dollari. Grazie all'incoraggiamento di Shaun, Jared chiede alla dottoressa Lim di riprendere la propria specializzazione per terminarla (riconoscendo che gli manca essere un chirurgo) e lei gli consente di unirsi al team di Murphy, anche se Jared dovrà essere nuovamente uno specializzando del primo anno (i posti per quelli del terzo anno sono tutti occupati). Arrabbiato per aver perso Kalu, Barnes strappa l'assegno della donazione. Morgan sta continuando la fecondazione in vitro e Jordan e la Lim la aiutano con il terzo round. Glassman va a fare compere di nuovi pezzi d'arredamento con Lea, che soffre all'idea di dover rinunciare alla propria macchina sportiva per la sicurezza del bambino; i due più tardi sorprendono Shaun con una nuova auto dotata di ogni dispositivo di sicurezza. Mentre festeggia il ritorno di Jared insieme a lui e Lea, Shaun riceve la notizia di essere stato citato in giudizio per negligenza.
- Guest star: Brandon Larracuente (specializzando Daniel "Danny" Perez), Usman Ally (Roland Barnes), Nicholas Lea (Joe Stewart), Elyse Maloway (Sonja Baylor), Curtis Lum (Anthony Baylor), April Cameron (infermiera Hawkes), Chuku Modu (dottor Jared Kalu), Tanya Jade (Dalia), Andy Rukes (cappellano), Paul Wu (Dan), Manuel Leonardo (tecnico), Chris Wood (uomo con completo).
- Ascolti Italia: telespettatori 971.000 - share 4,60%[9]

## The Good Lawyer
- Titolo originale: The Good Lawyer
- Diretto da: Ruben Fleischer
- Scritto da: David Shore e Liz Friedman

### Trama
Shaun è stato citato in giudizio da Bob Patton, un uomo al quale ha dovuto amputare una mano dopo che lui e Park lo hanno trovato insieme alla sorella a seguito di un incidente stradale in una sera di pioggia. Bob sostiene che l'amputazione sia stata ingiustificata, mentre Park esprime i propri dubbi. Glassman presenta Shaun alla propria amica avvocato Janet Stewart per l'assistenza legale, ma Murphy decide invece di assumere Joni DeGroot, una associata affetta da disturbo ossessivo - compulsivo, in quanto nota delle similitudini nel modo in cui le persone "percepiscono" sé stesso e Joni (avendo lui l'autismo). Malgrado Glassman e Janet gli consiglino di patteggiare, Shaun decide di andare a processo. Dopo un inizio difficile, Joni sfrutta la testimonianza di un esperto dell'accusa a loro vantaggio, svelando la mancanza di rimorso di Bob per aver inizialmente causato l'incidente. Shaun testimonia sulla propria decisione di amputare e sul proprio passato, determinando la vittoria per la difesa e il rispetto di Janet per Joni. Quest'ultima racconta a Shaun che il proprio disturbo è stato innescato in tenera età dalla morte del padre, evento che ha distrutto la famiglia prima che Janet intervenisse per salvarli, ispirando Joni a diventare avvocato. Dopo il processo, Shaun e Joni controllano la mano amputata di Bob per verificare se Murphy avesse avuto ragione dal punto di vista medico, un test che precedentemente Joni gli aveva fatto sospendere.
- Guest star: Kennedy McMann (Joni DeGroot), Felicity Huffman (Janet Stewart), Bethlehem Million (Abbie), Michael Weston (Bob Patton), Jordan Belfi (Gavin Ross), Karen Robinson (giudice J. Kileen), Daniel Bacon (dottor Rutenberg), Janene Rose (Emily Patton), Hazel Bartlett - Sias (giovane Joni), Avery Grant (giovane Abbie), Maria Meadows (madre di Joni), Femi Sobaki (ufficiale giudiziario), Robin Horn (giurato).
- Nota: questo episodio rappresenta un "backdoor pilot" per il potenziale spin-off intitolato appunto The Good Lawyer, non ancora ordinato da ABC, ma di cui è stato annunciato ufficialmente il progetto l'11 gennaio 2023.[10] In seguito allo sciopero della Writers Guild of America, il progetto è stato cancellato.[11]
- Ascolti Italia: telespettatori 951.000 - share 4,80%[9]

## Seconde opportunità e rimpianti passati
- Titolo originale: Second Chances and Past Regrets
- Diretto da: Mina Shum
- Scritto da: Tracy Taylor e Jeff Qiu

### Trama
Park, Asher e la Lim trattano Carter, un ragazzino che ha il cuore invertito, mentre sua madre Bianca tenta di fare ammenda per averlo abbandonato anni prima affidandolo alla nonna come tutore legale. Malgrado alcune complicazioni, i tre sono in grado di riparare il cuore di Carter, e Bianca si riconcilia con la madre Elaine. Shaun, Jordan e Kalu accudiscono Yara, una ragazzina che mostra dei tic (come risate incontrollabili) a causa della sindrome di Tourette; gli esami rivelano che in realtà ha un tumore al cervello benigno, è questo che glieli provoca. Lo zelo di Jared per dimostrare il proprio valore (anche se è stato "declassato" a specializzando del primo anno) lo porta a prendere scorciatoie mettendolo in difficoltà con Shaun, il quale fatica a bilanciare l'essere suo amico e il suo capo. Jared convince Yara a parlare con la madre delle proprie difficoltà, e quest'ultima acconsente alla procedura di rimozione del tumore, che viene effettuata con successo. Murphy e Jared dibattono sui rispettivi limiti professionali e personali dopo aver chiesto consiglio a Glassman e Jordan: il primo ricorda a Shaun che Jared è lì per fare esperienza e che deve lasciarlo sperimentare, suggerendogli di dargli l'opportunità di essere una risorsa proprio come loro hanno fatto con lui quando era uno specializzando; l'altra invita Jared ad essere umile e a smettere di vantarsi. Non appena Kalu dice che Glassman ha utilizzato due suture in meno per ricucire Yara, Shaun inizia a preoccuparsi che il proprio mentore abbia qualcosa che non va. Asher è freddo verso Jerome e Park e la Lim intuiscono che tra loro è successo qualcosa: Asher rivela di essere arrabbiato perché Jerome gli ha tenuto nascosto di essere sieropositivo (anche se la sua positività non è rilevabile da anni, quindi non trasmissibile). La Lim consiglia a Jerome di concedere ad Asher del tempo per accettare la situazione. Alla fine dell'episodio, Asher si scusa dicendo che avrebbe dovuto fidarsi invece di giudicarlo, e Jerome spiega di non averglielo detto in quanto aveva paura che lui lo avrebbe rifiutato com'è accaduto per molto tempo dopo la diagnosi (i ragazzi non volevano avere a che fare con lui o che anche solo si avvicinasse, ha passato diverso tempo in solitudine). I due si chiariscono (anche avendo assistito ai problemi della famiglia di Carter) e si divertono a condividere l'un l'altro i propri segreti.
- Guest star: Brandon Larracuente (specializzando Daniel "Danny" Perez), Shian Tomlinson (Yara), Kim Roberts (madre di Yara), Lee Rodriguez (Bianca), Jeryl Prescott Gallien (Elaine), Giacomo Baessato (infermiere Jerome), Elfina Luk (infermiera Villanueva), Chuku Modu (dottor Jared Kalu), Baeyen Hoffman (Carter).
- Ascolti Italia: telespettatori 981.000 - share 5,60%[12]

## Fino in fondo
- Titolo originale: A Blip
- Diretto da: Phillip Rhys Chaudhary
- Scritto da: Sam Chanse

### Trama
Shaun vuole assolutamente capire cosa c'è che non va in Glassman dopo che quest'ultimo ha usato due suture in meno per ricucire una paziente, perciò revisiona i rapporti di tutti gli interventi da lui eseguiti negli ultimi quattro mesi per scovare uno schema (chiedendo opinione anche a Kalu), sommergendo anche l'ufficio di Lea di fogli stampati (dato che nel proprio non c'è più spazio); rileva altre piccole discrepanze, ma Park osserva che probabilmente sono coincidenze. Shaun tuttavia inizia a convincersi che il tumore al cervello di Glassman sia tornato, sebbene egli gli ripeta di stare bene; gli porta delle prove convincenti chiedendogli di sottoporsi ad una risonanza magnetica, ma Aaron rifiuta, per poi cambiare idea assicurandogli che la farà dopo che Shaun ammette di essere spaventato dalla possibilità di perderlo proprio ora che sta per diventare padre (considerandolo tale). Jared e Jordan danno una mano a Morgan con una sua paziente, Daphne Garcia, a cui viene diagnosticata l'apnea notturna; mentre affronta la dialisi, la donna va in sepsi. Jordan la convince ad accettare un'operazione che risolverebbe il problema. Anche se impegnato con la situazione di Glassman, Shaun trova il tempo di dedicarsi, insieme ad Asher, Perez e la Lim, ad Harper Decrane, una ragazza con problemi respiratori e cardiaci causati dal "long COVID"; i medici scoprono che ha una patologia cardiaca che è stata trascurata e potrebbe toglierle la vita. Lei decide di sottoporsi ad un intervento e fortunatamente sviluppa solo complicanze minori. Andrews invita a cena l'infermiera Villanueva ma l'appuntamento salta per via del lavoro; lei gli dice di non essere sicura che dovrebbero avere una relazione sentimentale data la gerarchia esistente (lui è il Presidente dell'ospedale). Jared organizza una serata karaoke in un locale per conoscere meglio i nuovi colleghi (quelli che non c'erano ancora nelle prime due stagioni), che viene purtroppo interrotta da una chiamata di lavoro; Danny vede per caso lui e Jordan vicini e sembra mostrare gelosia. 
- Guest star: Brandon Larracuente (specializzando Daniel "Danny" Perez), Molly Griggs (Harper Decrane), Carla Jimenez (Daphne Garcia), Sara Garcia (Orion Garcia), Elfina Luk (infermiera Villanueva), Giacomo Baessato (infermiere Jerome), April Cameron (infermiera Hawkes), Chuku Modu (dottor Jared Kalu).
- Ascolti Italia: telespettatori 983.000 - share 6,20%[12]

## Mezze misure
- Titolo originale: Half Measures
- Diretto da: Freddie Highmore
- Scritto da: David Renaud

### Trama
Andrews, la Lim e gli specializzandi trattano Brady, un uomo che è stato quasi tagliato a metà da una lamiera di metallo. I due medici si scontrano sulla scelta o meno di amputargli la parte inferiore del corpo (Andrews propende per ciò, la Lim vorrebbe evitarlo), provocando tensione nel loro rapporto. Mentre sono incaricati di trovare una soluzione, Jared e Perez entrano in contrasto per l'atteggiamento eccessivamente cauto del primo, che più tardi rivela ad Asher che il motivo per cui ha lasciato Denver è che una paziente malata di cancro terminale alle ovaie è morta in sala operatoria a causa di un approccio sperimentale proposto da lui, innescando in lui il senso di colpa e il timore di ripetere gli stessi errori. Lavorando insieme, Kalu e Danny sono in grado di trovare una soluzione per salvare la parte inferiore del corpo di Brady, e per festeggiare gli specializzandi si concedono una serata karaoke. Danny ammette a Jordan di essere geloso del crescente legame tra lei e Jared, mentre lei affronta la consapevolezza di provare sentimenti per entrambi. Shaun, Morgan e Park si prendono cura di Eden, una neonata con la sindrome di Turner la cui madre purtroppo muore per un'infezione post - parto. Avendo legato con la piccola, Morgan rimanda l'appuntamento con il proprio ginecologo per un impianto di embrioni pur di trascorrere del tempo con lei, mentre un'assistente sociale si impegna per individuare una famiglia disposta a prenderla con sé. Shaun vuole sempre capire cosa stia succedendo a Glassman, anche se la risonanza magnetica non rileva masse tumorali (il cancro al cervello quindi non è tornato) bensì solo una piccola lesione di cui lui vuole determinare la causa. Nel frattempo, Glassman lo aiuta a scegliere una culla per il nascituro offrendogli anche consigli genitoriali, finché Murphy non si accorge che nel montaggio del mobile egli ha dimenticato due viti.
- Guest star: Brandon Larracuente (specializzando Daniel "Danny" Perez), Giacomo Baessato (infermiere Jerome), Elfina Luk (infermiera Villanueva), April Cameron (infermiera Hawkes), Chuku Modu (dottor Jared Kalu), Amber Lewis (Gabriela), Paul Piaskowski (Terry), Claude Knowlton (dottor Styles), Shawna Clarke (dottoressa Bernice Favell), Samara Lall (Ava), Chantelle Nascimento (Ella), Kayla Deorksen (paramedico), Leo Chiang (guardia di sicurezza), Judy Bates (infermiera Jones).
- Note: questo episodio è diretto dal protagonista della serie Freddie Highmore (Shaun Murphy).

- Ascolti Italia: telespettatori 794.000 - share 4,00%[13]

## Fortunato
- Titolo originale: Blessed
- Diretto da: Gary Hawes
- Scritto da: Thomas L. Moran e Jim Adler

### Trama
Andrews, Jordan e Asher trattano Eddie Richter, un vecchio paziente del primo e falegname che è ricoperto di escrescenze simili a verruche su tutto il corpo. Il suo legame con la religione suscita lo scetticismo di Asher (che è convintamente ateo), il quale fa una "sfuriata" a cena davanti a Jerome, che prende le distanze da lui essendosi reso conto che Asher non rispetta le sue opinioni. Andrews decide di procedere con un intervento rischioso su Eddie: inizialmente sopravvive, ma poi muore per un coagulo di sangue. Asher riesce a riconquistare Jerome e si scusa con lui di fronte ai suoi amici, dicendo di sentirsi fortunato ad averlo nella propria vita. A seguito di numerosi tentativi falliti da parte dell'assistente sociale di trovare una famiglia alla piccola Eden (la neonata con la sindrome di Turner dell'episodio precedente), Morgan decide che sarà lei stessa ad adottarla, interrompendo il trattamento per la fecondazione in vitro. Shaun decide di osservare Glassman al lavoro insieme a Jared e Danny per verificare quali potrebbero essere gli effetti della lesione al cervello; strada facendo, mette in discussione ogni sua azione, il che rende Aaron frustrato. Nel momento in cui quest'ultimo opta per un intervento al cervello sul paziente, Shaun sottolinea che è rischioso, ma Glassman è in grado di eseguirlo correttamente malgrado i dubbi di Murphy, che comunque continuano quando Glassman parla al paziente dopo l'intervento. Alla fine dell'episodio, Shaun mostra alla Lim una scansione del cervello del "mentore", che presenta un punto che lui crede sia tessuto cerebrale danneggiato in modo permanente da un mini - ictus; la Lim deduce allora che Glassman non dovrebbe più effettuare operazioni chirurgiche a causa della compromissione della "funzione esecutiva". 
- Guest star: Brandon Larracuente (specializzando Daniel "Danny" Perez), Richard Harmon (Eddie Richter), Matte Martinez (Ricky Rios), Giacomo Baessato (infermiere Jerome), Elfina Luk (infermiera Villanueva), April Cameron (infermiera Hawkes), Chuku Modu (dottor Jared Kalu), Amber Lewis (Gabriela), France Maurice (Annie), Georgie Daburas (Patrick), Kylan Ming (Gary), Cathy Bruneau (infermiera), Audre Steph (amico di Jerome).

- Ascolti Italia: telespettatori 824.000 - share 4,40%[13]

## Una bella giornata
- Titolo originale: A Beautiful Day
- Diretto da: Steven DePaul
- Scritto da: David Hoselton e Peter Blake

### Trama
La dottoressa Lim intende rimuovere Glassman dall'effettuare interventi in sala operatoria per via del suo mini - ictus che gli ha compromesso la "funzione esecutiva" del cervello, ma egli non approva la decisione e minaccia di farle causa. Lei ne discute con Andrews e raggiungono un compromesso: Glassman potrà operare solo con la supervisione di un altro medico accanto. Murphy, Jordan e Perez si occupano di un uomo che ha riportato un trauma cranico in un incidente automobilistico; scoprono che ha un tumore maligno al cervello, ma lui inizialmente rifiuta l'intervento poiché la sua personalità tornerebbe quella di prima del tumore, ovvero fredda e scostante, anche nei confronti della figlia. Shaun con riluttanza chiede a Glassman di convincere il paziente a cambiare idea (dato che è uno dei migliori neurochirurghi della Costa Ovest), cosa che avviene anche se quest'ultimo vuole sia proprio lui a operarlo. Shaun continua a tenere sotto controllo il suo operato non rendendosi conto delle difficoltà del mentore ad abbandonare la carriera su cui ha costruito la propria intera vita; le costanti interferenze di Murphy infastidiscono Glassman al punto da chiedere alla Lim di escluderlo dal caso, e lei prende il suo posto in sala operatoria: qui, nell'ultima fase dell'intervento, Glassman dimentica i prossimi passi da compiere e si ritira dallo stesso. Andrews e Park trattano Nico, un bambino affetto da un sarcoma terminale; propongono un'operazione, ma gli esami pre-operatori rilevano un nuovo tumore, rendendolo non idoneo. Park illustra una seconda opzione che viene approvata, tuttavia si presenta un altro intoppo: il cancro ha intaccato il fegato. Il padre di Nico non vuole arrendersi affermando di pensare di aver fallito come padre, ma la moglie lo rassicura, e insieme decidono di vivere al massimo il poco tempo che resta al figlio (anche grazie ad Andrews che fa ricreare davanti all'ospedale un villaggio di Natale con tanto di neve - uno dei desideri del bambino è sempre stato di visitare il mercatino di Natale di Salisburgo). Andrews e Dalisay Villanueva dopo alcuni fraintendimenti per motivi di lavoro sembrano avviarsi verso una serena relazione sentimentale. Jordan e Danny organizzano finalmente una cena - appuntamento, ma poi la rimandano per visitare anche loro il villaggio. Morgan sta cercando di adattarsi alla nuova condizione di madre della piccola Eden, ma capisce che è difficile "bilanciare" il lavoro con le sue esigenze, e la pressione diventa troppa. Park le dà una mano e alla fine lei è in grado di elaborare un approccio adatto grazie ai suoi consigli. A fine episodio Shaun riceve una telefonata da Lea che gli annuncia l'imminenza del parto.
- Guest star: Brandon Larracuente (specializzando Daniel "Danny" Perez), John Billingsley (Kurt), Lara Jean Chorostecki (Talia), Matthew Alan (Seb), Kelli Ogmundson (Hailey), Elfina Luk (infermiera Villanueva), Giacomo Baessato (infermiere Jerome), Chuku Modu (dottor Jared Kalu), Sawyer Fraser (Nico), Ryleigh Whitmore - Boettger (Olivia).

- Ascolti Italia: telespettatori 1.088.000 - share 5,90%[14]

## Travaglio d'amore
- Titolo originale: Love's Labor
- Diretto da: Mike Listo
- Scritto da: Jessica Grasl e Garrett Lerner

### Trama
Mentre trasportano un paziente al St. Bonaventure, Jared, Perez e Jerome restano coinvolti in un incidente con più veicoli che lascia Danny gravemente ferito. A causa della sua dipendenza, egli rifiuta gli antidolorifici a base di oppioidi per evitare una ricaduta, anche se successivamente Jordan è costretta a somministrarglieli quando l'amico rischia di morire. Sebbene egli comunque la perdoni, decide di tornare in Texas per riprendersi con l'aiuto e il supporto della famiglia, ma prima va con lei ad un appuntamento "improvvisato" (in realtà lei porta la cena nella sua stanza d'ospedale). Asher chiede una mano a Shaun per occuparsi di una famiglia che era sull'auto scontratasi con l'ambulanza, ed è sconvolto dopo che il padre muore improvvisamente per una dissezione aortica malgrado i loro migliori sforzi. La dottoressa Lim si rivolge a Glassman per una paziente con decapitazione interna e lo esorta a riconciliarsi con Murphy. In difficoltà per bilanciare il lavoro e l'essere una madre, Morgan decide di dimettersi; tuttavia, dopo che gli viene ricordato dal proprio paziente ciò che conta di più, Park ammette che lei è il suo primo pensiero ogni mattina e che la ama, lei lo ricambia e si ricongiungono decidendo di crescere insieme la piccola Eden, come una famiglia. Dopo aver subìto pressioni dal Consiglio dell'ospedale per scegliere tra il lavoro e la relazione con l'infermiera Villanueva, Andrews comunica di aver dato le dimissioni. Anche Lea vorrebbe che Glassman e Shaun si chiarissero, ma poi entra in travaglio. Tutto questa volta si svolge senza complicazioni e Lea dà alla luce il bambino, chiamato Steven "Steve" Aaron Murphy in onore del fratello defunto di Shaun e del suo padre "putativo" (le due persone più importanti per lui). Tutti si riuniscono per dargli il benvenuto e congratularsi con i genitori; l'unico assente è proprio Glassman, che ha preferito restare sulla terrazza dell'ospedale insieme alla paziente con dislocazione atlanto-occipitale nella speranza che osservare il tramonto riattivi i suoi stimoli (notando, per altro, un evidente sorriso sul viso della paziente), e tuttavia fa comunque recapitare ai neogenitori un regalo per il nascituro: una coperta ricamata con il nome.
- Guest star: Brandon Larracuente (specializzando Daniel "Danny" Perez), Sean Gunn (Kenny), Helena Marie (Joanne), Elfina Luk (infermiera Villanueva), Ellie Harvie (Gail), Giacomo Baessato (infermiere Jerome), April Cameron (infermiera Hawkes), Dan Lauria (signor Ermey), Chuku Modu (dottor Jared Kalu), Janene Rose (Marie), Emma Oliver (Ella), Chloe McKinnon (Bea), Heather Feeney (Barbara), Yvette Lu (dottoressa Glenn), Franckie Francois (autista dell'ambulanza), Darryl Scheelar (camionista), Juliana Wimbles (paramedico #1), Georgia Irwin (paramedico #2).
- Note: questo episodio, il finale della sesta stagione, segna l'ultima apparizione dello specializzando Danny Perez, sebbene l'attore fosse stato promosso a "regolare" già all'inizio della stagione stessa. La sua uscita di scena è stata motivata affermando che il suo percorso all'interno della serie (quindi la sua storia di dipendenza) si è esaurito negli episodi a cui ha partecipato (anche se il produttore non ne ha escluso il ritorno nella settima stagione, magari in veste di "guest star").

- Ascolti Italia: telespettatori 1.133.000 - share 7,00%[14]